# Tomasz Jaroszewski
Tomasz Jaroszewski (ur. 1943, zm. 22 września 2017) – polski psychiatra, redaktor prasy medycznej.

## Życiorys
W 1970 był lekarzem w Wojewódzkim Szpitalu dla Nerwowo i Psychicznie Chorych Drewnica, w latach 1971–1982 w Instytucie Psychiatrii i Neurologii w Warszawie, zaś w latach 1982–2002 w Szpitalu Praskim pw. Przemienienia Pańskiego. Jako działacz samorządu lekarskiego brał udział w reaktywacji Izb Lekarskich. Dr Jaroszewski piastował funkcję sekretarza Oddziału Warszawskiego i członka Zarządu Głównego Polskiego Towarzystwa Psychiatrycznego, którego był także członkiem honorowym. Był pierwszym, wieloletnim redaktorem naczelnym „Gazety Lekarskiej” oraz twórcą i redaktorem naczelnym czasopisma „Nowinki Psychiatryczne” w latach 1992–2007 oraz do 2011 „Leksykonu psychiatry”.